# Tadahito Mochinaga
Tadahito Mochinaga (持永 只仁, Mochinaga Tadahito) (Tòquio, 3 de març de 1919 − Londres, Anglaterra, 1 d'abril de 1999) fou un dels pioners del cinema d'animació japonès. Va treballar tant al Japó com a la Xina, on fou conegut com a Fang Ming (xinès simplificat: 方明, pinyin: Fāng Míng). Es traslladà a Manxúria on el seu pare treballava a la Companyia de Ferrocarrils i on va anar a l'escola primària i va aprendre la cultura xinesa. Estudià art al Japó. Durant la Segona Guerra Mundial el militarisme nipó va forçar els animadors a col·laborar a la tasca patriòtica de cara els nens.
Va treballar a la companyia Manchuria Motion Picture Corporation i, després de la guerra, va estar tres anys treballant a Shanghai Animation Film Studio realitzant destacades pel·lícules com Xiexie Xiao Huamao.